# ISO 3166-2:NG
ISO 3166-2:NG é um padrão da Organização Internacional para  Padronização  que define um geocódigo: é o subconjunto do ISO 3166-2, que se aplica à Nigéria. Cada código é composto pelo código ISO 3166-1 NG e um hífen seguido por 2 letras para cada um dos 36 estados e do Território da Capital Federal.

## Códigos
| Código | Estados por nome              |
| ------ | ----------------------------- |
| NG-AB  | Abia                          |
| NG-AD  | Adamawa                       |
| NG-AK  | Akwa Ibom                     |
| NG-AN  | Anambra                       |
| NG-BA  | Bauchi                        |
| NG-BE  | Benue                         |
| NG-BO  | Borno                         |
| NG-BY  | Bayelsa                       |
| NG-CR  | Cross River                   |
| NG-DE  | Delta                         |
| NG-EB  | Ebonyi                        |
| NG-ED  | Edo                           |
| NG-EK  | Ekiti                         |
| NG-EN  | Enugu                         |
| NG-FC  | Território da Capital Federal |
| NG-GO  | Gombe                         |
| NG-IM  | Imo                           |
| NG-JI  | Jigawa                        |
| NG-KE  | Kebbi                         |
| NG-KD  | Kaduna                        |
| NG-KN  | Kano                          |
| NG-KO  | Kogi                          |
| NG-KT  | Katsina                       |
| NG-KW  | Kwara                         |
| NG-LA  | Lagos                         |
| NG-NA  | Nasarawa                      |
| NG-NI  | Níger                         |
| NG-OG  | Ogun                          |
| NG-ON  | Ondo                          |
| NG-OS  | Osun                          |
| NG-OY  | Oyo                           |
| NG-PL  | Plateau                       |
| NG-RI  | Rivers                        |
| NG-SO  | Sokoto                        |
| NG-TA  | Taraba                        |
| NG-YO  | Yobe                          |
| NG-ZA  | Zamfara                       |

## Boletins
- ISO 3166-2:2000-06-21